# Ludvík Nábělek (1896)
Ludvík Nábělek, též Ludevít (10. května 1896 Kroměříž – 14. října 1982 Banská Bystrica) byl slovenský lékař a protifašistický bojovník českého původu.

## Životopis
V roce 1904 maturoval na gymnáziu v Kroměříži a pokračoval v dalším studiu na Lékařské fakultě Univerzity Karlovy v Praze, v roce 1920 získal titul MUDr. V letech 1924-1929 byl lékařem okresní nemocenské pojišťovny, v období 1948-1971 pracoval v Okresním ústavu národního zdraví v Banské Bystrici. V letech 1945-1946 byl expertem ministerstva národní obrany 1946-1948 v hodnosti plukovníka, přednostou zdravotního oddělení divize v Banské Bystrici. Spolupracoval s občanskými skupinami v armádě a s Vojenským ústředím Slovenského národního povstání, zúčastnil příprav Slovenského národního povstání. Jako osobní přítel Vavro Šrobára, s ním 30. srpna 1944 zkoncipoval proklamace vojenského revolučního vedení a proklamace předsednictva Ústředního národního výboru, kterou vysílal SSV v Banské Bystrici.
Během Slovenského národního povstání byl zástupcem vedoucího politické zprávy Milana Vesela, po přechodu SNP do hor lékařem v 1. čs. partyzánské brigádě. Po osvobození byl expertem ministerstva národní obrany při identifikování obětí masových hrobů.

## Ocenění
- 1939 – Československý válečný kříž 1939
- 1946 – Za zásluhy I. stupně
- 1947 – Řád SNP I. třídy